# Орта Санчес, Луис Альберто
Луис Альберто Орта Санчес (исп. Luis Alberto Orta Sanchez; род. 22 августа 1994, Гавана) — кубинский борец греко-римского стиля, чемпион Олимпийских игр 2020 года в Токио. Победитель чемпионата мира в Белграде 2023, в весовой категории 67 килограмм.

## Карьера
В марте 2021 года на Панамериканском квалификационном турнире в Оттаве завоевал лицензию на Олимпийские игры в Токио. 2 августа 2021 года стал победителем Олимпийских игр в Токио, одолев в финале японца Кэнъитиро Фумиту.

## Достижения
- Панамериканский чемпионат по борьбе 2018 — ;
- Панамериканский чемпионат по борьбе 2019 — ;
- Панамериканские игры 2019 — ;
- Олимпийские игры 2020 — ;